# Transatlantic (Fernsehserie)
Transatlantic ist eine deutsche Fernsehserie mit Cory Michael Smith als Varian Fry und Gillian Jacobs als Mary Jayne Gold. Regie führten Stéphanie Chuat, Véronique Reymond (Folgen 1–4), und Mia Meyer (Folgen 5–7) nach einer Idee und dem Drehbuch von Anna Winger und Daniel Hendler, das auf dem Roman The Flight Portfolio von Julie Orringer basiert. Premiere der ersten beiden Folgen war am 24. März 2023 auf der Series Mania. Auf Netflix wurde die Historienserie am 7. April 2023 veröffentlicht. Roman und Serie basieren auf der wahren Geschichte des amerikanischen Journalisten Varian Fry, eines Gründers des Emergency Rescue Committee.

## Handlung
Im Marseille der Jahre 1940 und 1941 helfen Varian Fry und Mary Jayne Gold mit ihrem Rettungsnetzwerk mehr als zweitausend Menschen bei der Flucht vor den Nationalsozialisten, darunter zahlreiche Regimekritiker, Intellektuelle, Künstler und Literaten. Zunächst bringen sie ihre Schützlinge mit Unterstützung der dortigen Mitarbeiter in einem Hotel in Marseille unter, aber als dies zu gefährlich wird, ergibt sich die Chance, dass alle in einer Villa außerhalb Marseilles unterkommen, die Varian Frys heimlichem Liebhaber Thomas Lovegrove gehört. Auch zwischen Mary Jane Gould und dem jüdischen Flüchtling und Widerstandskämpfer Albert Hirschman entwickelt sich eine Liebesbeziehung. Zahlreiche Helfer unterstützen die Bemühungen, so viele Menschen wie möglich zu retten. Zunächst sind alle in dem Haus relativ sicher und feiern sogar rauschende Feste, aber die Gefahr durch die Nationalsozialisten und Kollaborateure wird immer größer.

## Produktion und Hintergrund

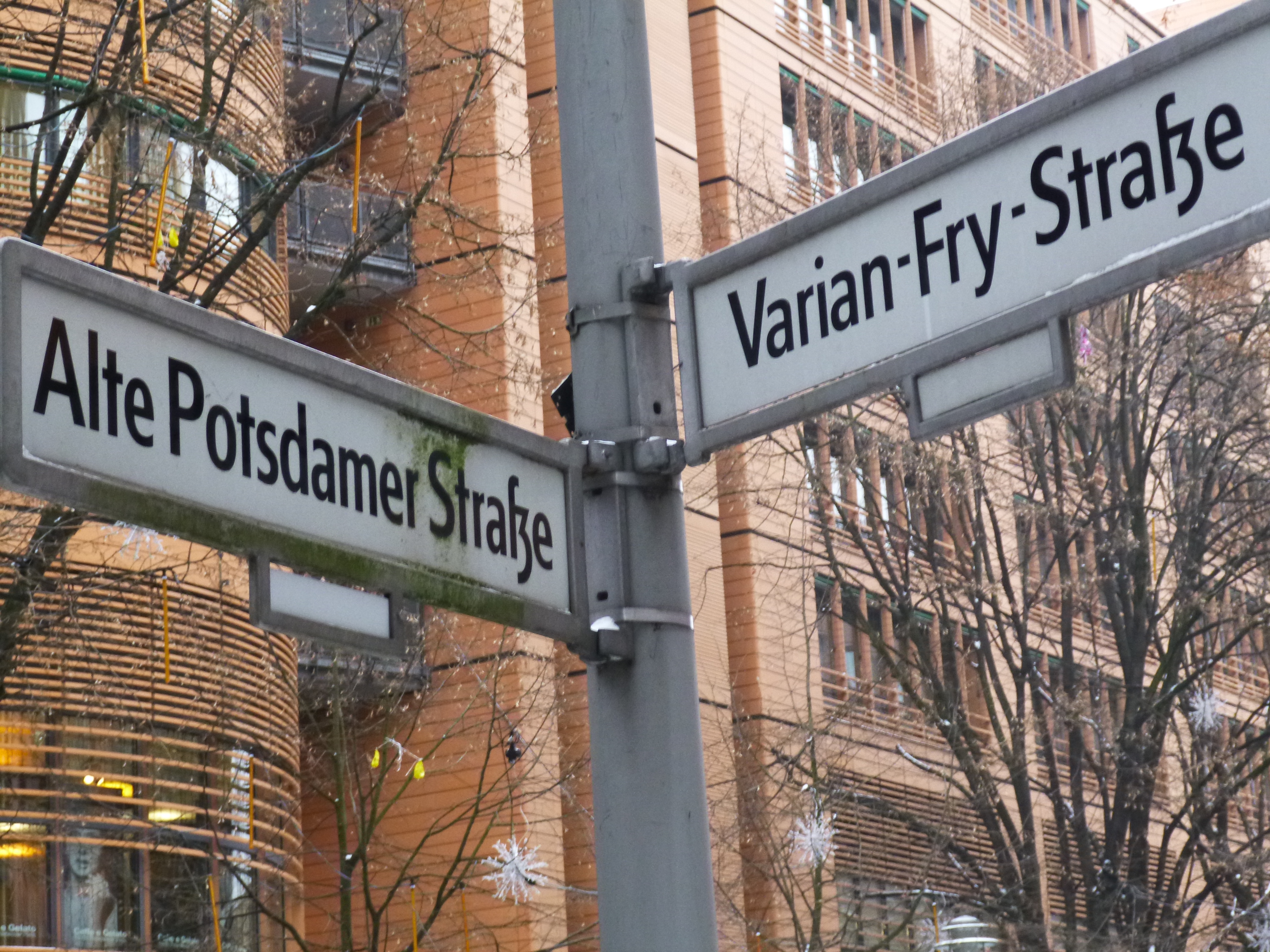
Varian-Fry-Straße in Berlin am Potsdamer Platz

Die Dreharbeiten fanden vom 21. Februar bis zum 26. Juni 2022 in der Region Provence-Alpes-Côte d’Azur in Marseille und Umgebung statt. Produziert wurde die Serie von der deutschen Studio Airlift GmbH (Produzentinnen Anna Winger und Camille McCurry), die Serviceproduktion in Frankreich übernahm die Cactus Films.
Die Kamera führten Wolfgang Thaler (Folgen 1–4) und dessen Sohn Sebastian Thaler (Folgen 5–7), die Montage verantworteten Jamin Benazzouz, Barbara Gies, Gesa Jäger und Julia Kovalenko, die Musik schrieben Mike Ladd und David Sztanke. Das Szenenbild gestaltete Silke Fischer und das Kostümbild Justine Seymour.
In einem Interview mit Deadline.com anlässlich der Premiere der Serie auf der Series Mania im März 2023 sagte Anna Winger, dass die Serie von Casablanca inspiriert wurde und sich von Produktionen wie Schindlers Liste abheben sollte.
Die Inspiration zur Serie hatte Anna Winger von ihrem Vater, dem Anthropologen Robert A. LeVine, der Albert Hirschman und Lisa Fittko persönlich kannte. Bei einem Besuch in Berlin, wo sich in der Nähe des Potsdamer Platzes die Varian-Fry-Straße befindet, fragte ihr Vater sie, ob sie wisse, wer Varian Fry sei.  2015 begann Winger im Zuge der Flüchtlingskrise in Deutschland 2015/2016 mit den Recherchen, 2019 sicherte sie sich die Rechte zu Julie Orringers Buch The Flight Portfolio,  um daraus eine Serie zu entwickeln.

## Episodenliste
| Nr. (ges.) | Nr. (St.) | Originaltitel                     | Erstveröffentlichung Deutschland | Regie                                 | Drehbuch                       |
| ---------- | --------- | --------------------------------- | -------------------------------- | ------------------------------------- | ------------------------------ |
| 1          | 1         | Das Prinzip der unsichtbaren Hand | 7. Apr. 2023                     | Stéphanie Chuat und Véronique Reymond | Anna Winger und Daniel Hendler |
| 2          | 2         | Der Engel der Geschichte          | 7. Apr. 2023                     | Stéphanie Chuat und Véronique Reymond | Anna Winger und Daniel Hendler |
| 3          | 3         | Die Wildnis                       | 7. Apr. 2023                     | Stéphanie Chuat und Véronique Reymond | Anna Winger                    |
| 4          | 4         | Kein Weg zurück                   | 7. Apr. 2023                     | Stéphanie Chuat und Véronique Reymond | Steve Bailie                   |
| 5          | 5         | Vom tätigen Leben                 | 7. Apr. 2023                     | Mia Maariel Meyer                     | Isabel Teitler                 |
| 6          | 6         | Reiner, psychischer Automatismus  | 7. Apr. 2023                     | Mia Maariel Meyer                     | Carey McKenzie und Anna Winger |
| 7          | 7         | Die Zeit ist ein Fluss ohne Ufer  | 7. Apr. 2023                     | Mia Maariel Meyer                     | Tunde Aladese                  |

## Rezeption
Die österreichische Programmzeitschrift TV-Media bewertete die Serie mit drei von vier Punkten und urteilte, dass diese mehr Melodram als Historienepos wurde. Vor Ort herrsche eine elegante „nobel geht die Welt zugrunde“-artige Atmosphäre. Allzu viel Substanz würde dem Zuseher dabei nicht zugemutet, als Stimmungsbild eines langen Abschiedes von der Alten Welt funktioniere die Serie aber dennoch.
Tilmann P. Gangloff vergab auf tittelbach.tv vier von sechs Sternen. Da die Serie mit Blick auf den globalen Netflix-Markt produziert worden sei, orientierten sich Handlung und Inszenierung an einer Form, die keinerlei Widerspruch provoziere; das lasse die Serie trotz des sichtbaren optischen Aufwands etwas glatt und kantenlos wirken.
Maike Karr meinte auf film.at, dass die Serie von der Machart und dem Setting an Produktionen wie Downton Abbey und Babylon Berlin erinnere.
Julian Weinberger (teleschau) befand, dass sich die Produktion nicht ganz entscheiden könne, was sie sein will. Elemente eines klassischen Geschichtsdramas wechselten sich mit Aspekten universell gültiger Flüchtlingsschicksale ab. Dazu kommen Liebesverstrickungen vor historischer Kulisse, ein Hauch feministischen Aufbegehrens und Anflüge einer Spion-Geschichte. Ein wenig mehr Fokus hätte der Serie gutgetan.
Anna Vollmer schrieb in der Frankfurter Allgemeinen Zeitung, dass sich das Drehbuch ein paar Freiheiten nehme, was kein Nachteil sei, sondern die Serie auch abgesehen vom historischen Hintergrund zu einer unterhaltsamen, im besten Sinne massentauglichen Serie mache.
Birgit Roschy meinte in der Jüdischen Allgemeine, dass die Ausschmückungen oft fragwürdig wirkten und die Flüchtlinge kämen kaum über das holzschnittartige Klischee hinaus. Im Grunde sei die Serie eine Seifenoper mit aufwendiger Ausstattung. Die Herangehensweise erscheine aber nicht als die schlechteste, um Ereignisse und Helden einem breiten Publikum nahezubringen.
Die englischsprachigen Kritiken zu Transatlantic fielen durchweg positiv aus. So hält die erste Staffel bei Rotten Tomatoes eine Aggregat-Wertung von 94 %, bei insgesamt 18 Kritiken.
Abrufe
Auf Netflix verzeichnete die Serie 2023 insgesamt neun Millionen Abrufe.